# Eulophia nervosa
Eulophia nervosa är en orkidéart som beskrevs av Joseph Marie Henry Alfred Perrier de la Bâthie. Eulophia nervosa ingår i släktet Eulophia och familjen orkidéer. Inga underarter finns listade i Catalogue of Life.